# Nancy Furuhage
Nancy Maria Furuhage, född Claeson 21 maj 1898 i Ånge, död 20 september 1972, var en svensk skulptör och lärare.
Hon var från 1938 gift med Abdon Furuhage. Hennes konst består av realistiska porträttstudier av framför allt barn. Hon medverkade i ett flertal utställningar i Stockholm, Göteborg, Borås, Umeå och Örebro. Furuhage är representerad vid Kopparbergs läns landsting, Fornby folkhögskola och Kommunala mellanskolan i Uddevalla.